# Jehan Frison
Pour les articles homonymes, voir Frison.
Jehan Frison, né à Bruxelles le 27 janvier 1882 et mort à Linkebeek le 22 octobre 1961, est un peintre, aquafortiste, dessinateur, sculpteur sur bois et graveur belge.

## Biographie
Jehan Frison commence ses études à l'Académie de Saint-Josse-ten-Noode, puis, de 1896 à 1902, continue sa formation à l'Académie royale des Beaux-Arts de Bruxelles (avec une interruption ponctuelle pour l'année académique 1897-1898).
C'est à l'académie de Bruxelles qu'il fait la rencontre de Rik Wouters (1882-1916), lui-même inscrit entre 1900-1904 et entre 1907-1908. Les deux artistes entretiennent des relations amicales, en particulier à l'époque où les Wouters habitaient la commune de Boitsfort (1904-1914) et où, pour un temps, il n'y a que J. Frison, Victor Seydel et Fernand Verhaegen (1883-1975) qui les visitaient dans leur taudis et grenier qui servait d'atelier. Rik Wouters fit d'ailleurs le buste de J. Frison, Portrait du peintre Frison (bronze) qu'il exposa au IVe salon du Cercle d'art Les Indépendants à Bruxelles en 1907. On leur connait également une exposition commune avec quelques amis du Cercle d'art bruxellois Rietkamerke, organisée à la Galerie Boute, rue Royale, du 19 au 27 janvier 1907.
C'est dans le cadre des activités de l'atelier libre L'Effort (opposé au normativisme académique) que Jehan Frison se lie d'amitié avec sa figure de proue, le peintre fauviste auderghemois, Auguste Oleffe (1867-1931). L'historien Paul Colin cite J. Frison aux côtés de Rodolphe Strebelle (1880-1959) et Arthur Navez (1881-1931) comme l'un des trois meilleurs peintres qui, dans la suite d'A. Oleffe, développe un art fort et singulier. P. Colin décrit la peinture de J. Frison comme la plus narrative. Pour lui « Elle [sa peinture] n'interprète pas les sujets et ne transpose rien, ni même les couleurs. Œil clair et palette obéissante, Frison joue avec les tons du printemps et de l'été, et les rehausse par la fanfare des étoffes et l'éclat des fleurs. Ses tableaux sont souvent artificiels et d'une minceur de papier découpé. Mais ils sont joyeux et répondent aisément aux souhaits de ceux pour qui l'art est une distraction fugitive ».
L'influence du fauvisme brabançon pousse J. Frison à pratiquer une peinture intimiste à la pâte abondante et haute en couleur, et dont les sujets de prédilections se retrouvent dans des paysages de Linkebeek, scènes d'intérieurs ou encore natures mortes.
Jehan Frison entretient aussi une relation amicale de longue date avec l'artiste graphique Pol Craps (1877-1939) et a été également membre du Cercle artistique d'Auderghem.
Il s'établit à Linkebeek en 1913 et ne quittera pas la commune jusqu'à son décès le 22 octobre 1961. Dans le catalogue du Salon d'Automne de 1915, il est donné comme domicilié à « Les Hiboux, Linkebeek-Holleken ». On lui connait des voyages en France (entre autres, Paris), Angleterre (Londres), Italie (Venise) et il visite à deux reprises le Maroc (1917 et 1928), pays pour lequel il voue une admiration particulière et dont il tirera le sujet de nombreuses toiles : scènes orientalistes ou autres paysages d'oued et villages berbères.

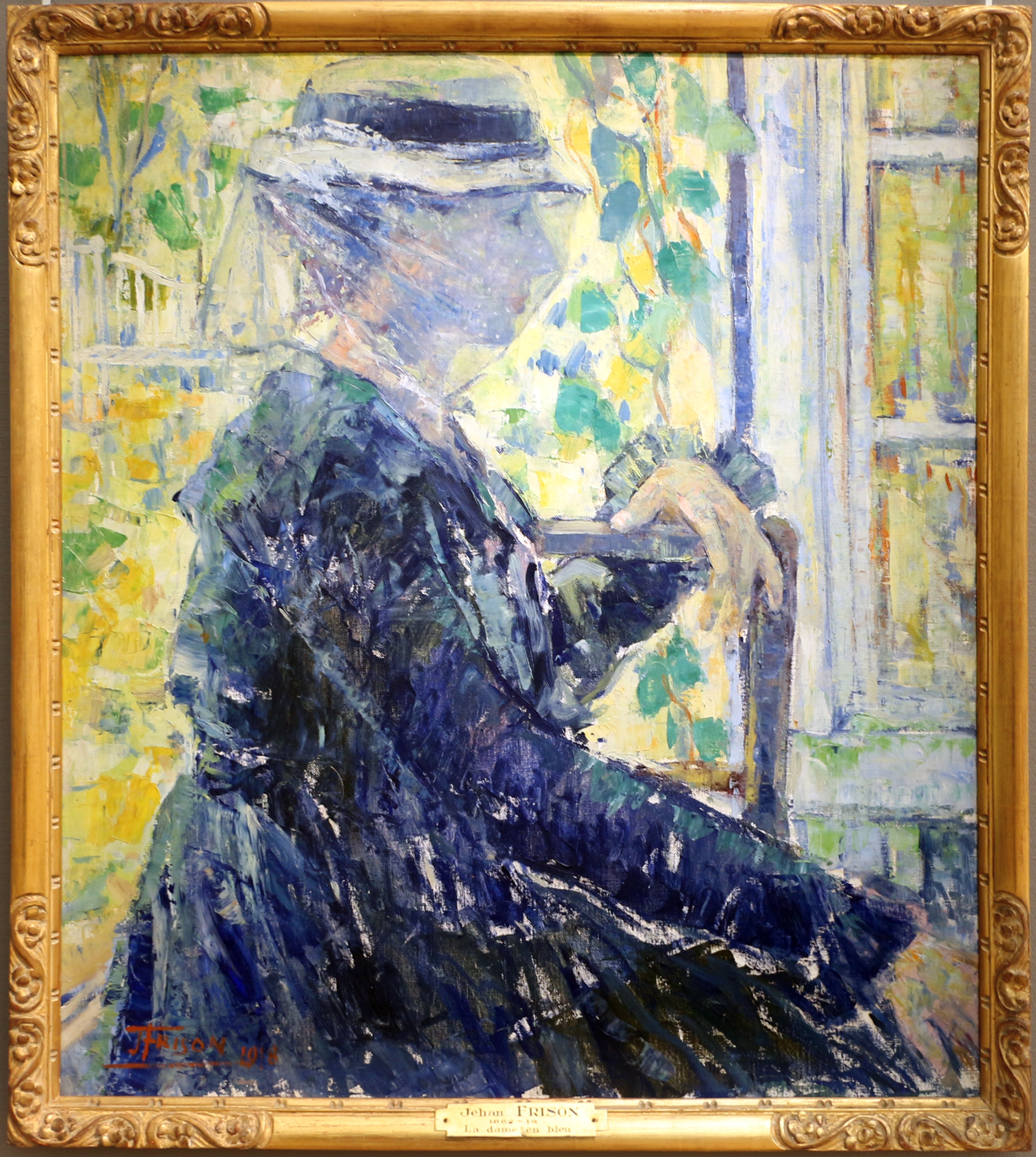
Dame en bleu (1918)
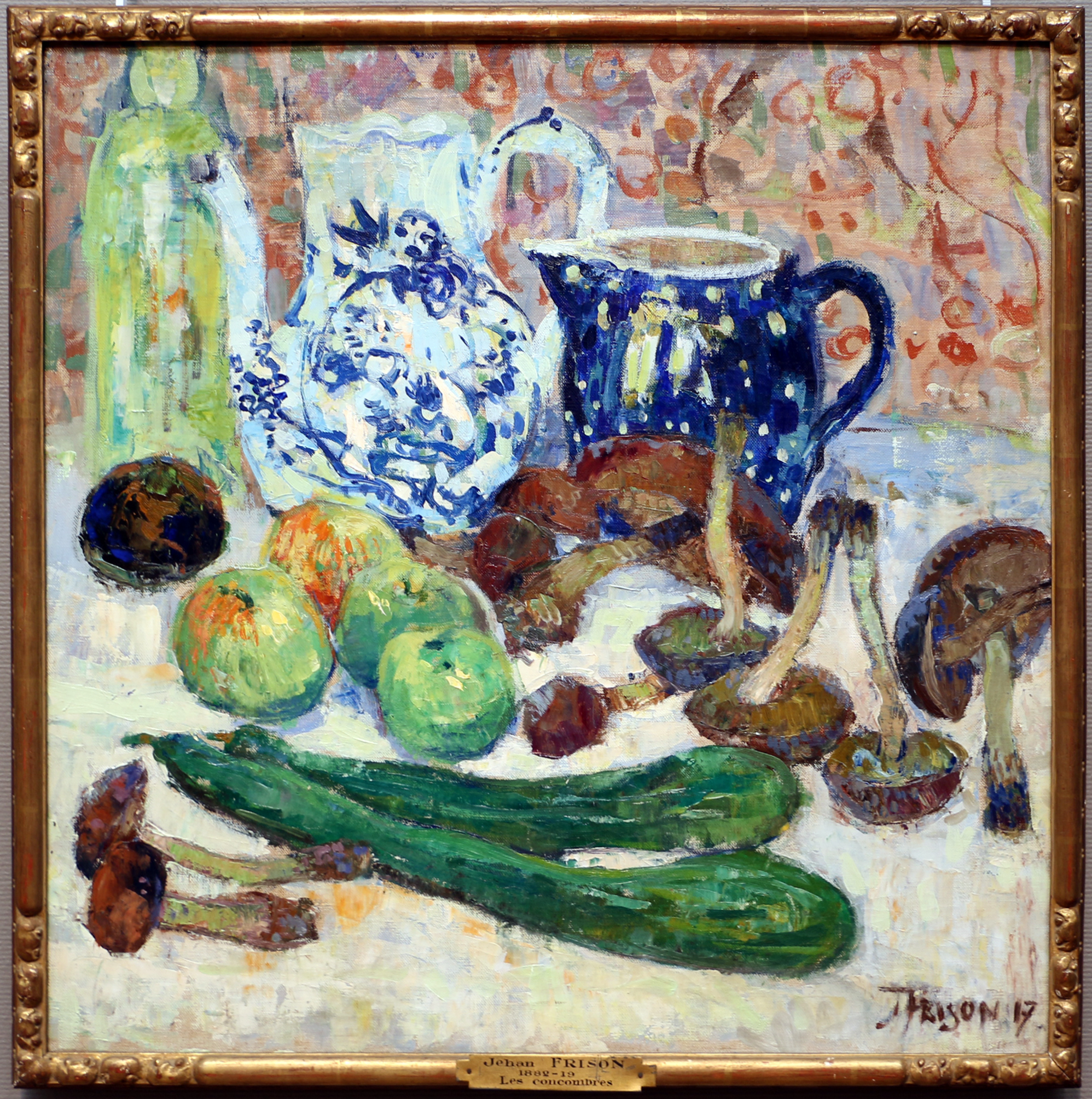
Nature morte (1917)
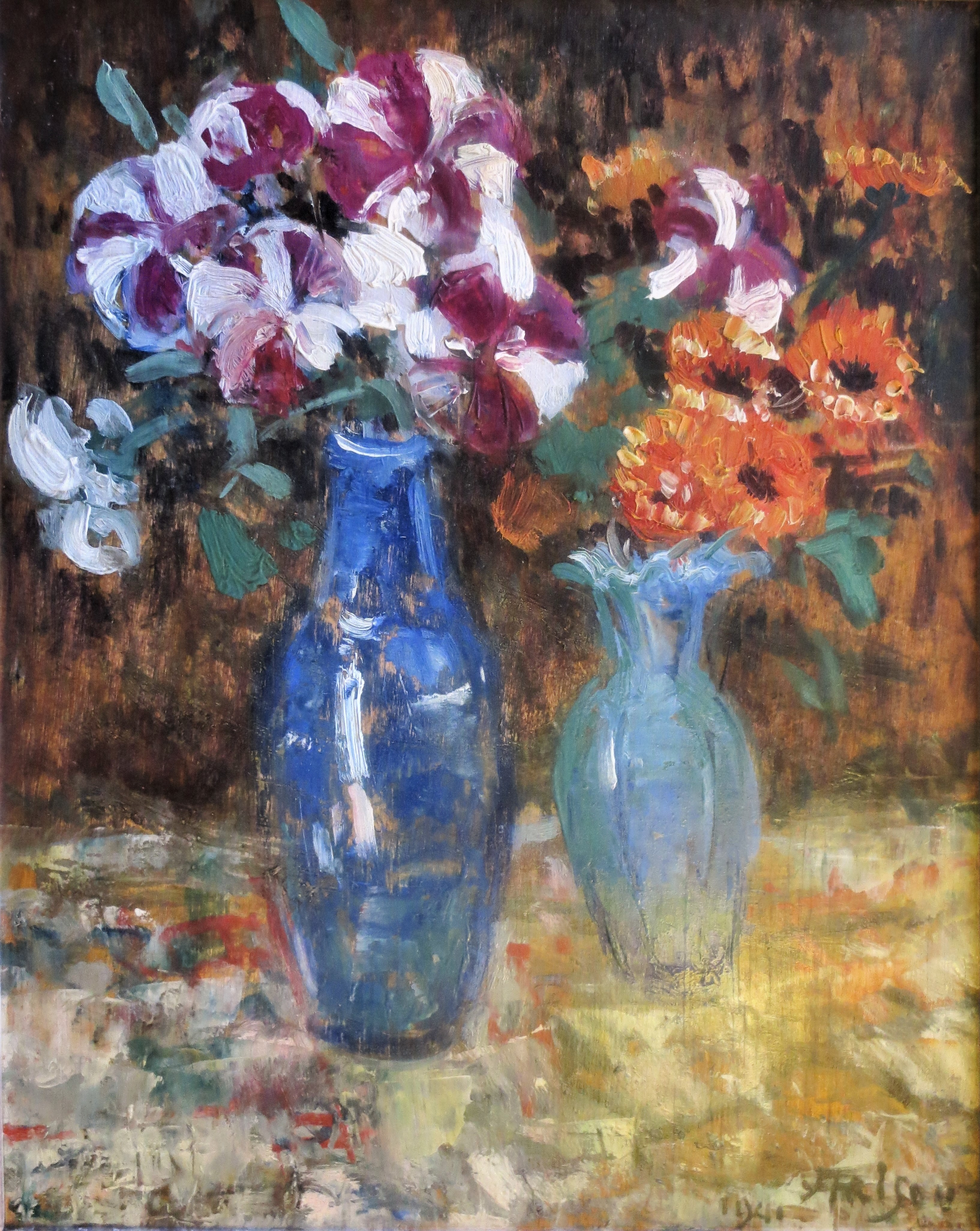
Nature morte (1941)

## Expositions
- 1907 : Rietkamerke (Cercle d'Art), 19 au 27 janvier, Bruxelles[3].
- 1907 : les Indépendants (Cercle d'Art), IVe salon annuel, Bruxelles[8].
- 1911 : les Indépendants (Cercle d'Art), VIIIe salon annuel, 10 juin au 3 juillet, Bruxelles.
- 1912 : salon de l'Estampe, VIe salon annuel, 6 au 28 janvier, Bruxelles[3].
- 1912 : les Bleus de la GGG, Galerie Georges Giroux, Bruxelles.
- 1914 : salon de la Libre Esthétique, Bruxelles.
- 1915 : salon d'Automne, Musée Moderne, Bruxelles[7].
- 1920 : Cercle Artistique et Littéraire de Bruxelles (avec Auguste Danse).
- 1920 : biennale internationale de Venise (Italie).

## Dans les collections muséales
- Musée Charlier[9]
- Musée d'Ixelles : La dame en bleu[10], Les concombres[11]
- Musées royaux des Beaux-Arts de Belgique à Bruxelles : Paysage[12]

## Réception dans la presse
- Le Soir, 26 juin 1907, p. 2, auteur : N., à propos du IVe Salon des Indépendants (Musée Moderne, Bruxelles) : "Jehan Frison est un coloriste luxuriant ; ses cerisiers détachant leurs têtes fleuries sur un fond de paysage brique cuite et sa serre aux mille couleurs sont des toiles joyeuses et claironnantes qui vous "rincent l'oeil" des trop fréquentes grisailles."[8]
- Le Thyrse, 5 février 1912, auteur G. Van Wetter, à propos du VIe Salon de l'Estampe : "Des pointes sèches réalistes et d'intérêt divers par Wouters et Frison, [...]."[3]